# Las Estrellas
Las Estrellas ("Những ngôi sao"; trước đây được gọi là El Canal de las Estrellas, hoặc Kênh của các vì sao") là một trong những mạng lưới nền tảng của Televisa, với các trạm liên kết trên khắp México, là trọng tâm chính của XEW-TDT ở Thành phố México. Nhiều chương trình Las Estrellas được xem ở Hoa Kỳ tại Univision, UniMás, và Galavisión.

## Biểu trưng

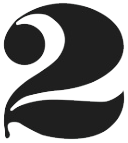
Logo năm 1988
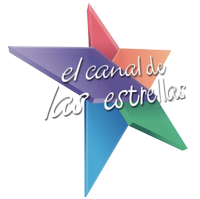
Logo năm 1993-1994
Logo năm 1997
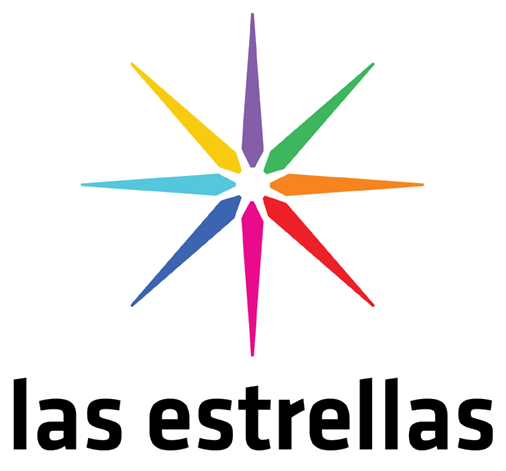
Logo năm 2016